# Altimit OS
Altimit OS er et fiktionelt styresystem i .hack-seriens univers. Det betragtes som et meget stabilt system, og "nærmest immun mod alle vira". Derfor var Altimit OS det eneste styresystem, der ikke blev påvirket af den Pluto's Kiss, som skabte verdensomspændende cyber-kaos, og gjorde Altimit til det eneste stadig brugbare OS, hvilket er øgede udviklingen af for .hack-universets. Altimit OS kører også The World, det eneste overlevende MMORPG. Dets navn er et ordspil med det engelske ord "ultimate" ("ultimativ").
I året 2017 bliver Altimit OS udskiftet med Altimit Mine OS.
Altimit OS blev lavet af Altimit Corporation, der har hovedkontor i San Francisco, Californien, USA.

## The World
I .hack-universet blev The World, 'killer app'en', eller det mest populære program (og eneste spil) i Altimit OS, udgivet i december 2007. The World var det første online spil, der blev tilgængeligt efter Pluto's Kiss-katastrofen. Millioner af kopier blev downloadet alene den første måned. I 2010 er der mere end 20 millioner spillere.
The World begyndte som en prototype ved navn Fragment. Med tiden blev det udviklet til The World. Nogle af Altimit OS' programmører valgte at slutte sig til udviklingsholdet bag The World. Senere blev CyberConnect Corporation  grundlagt, og dette firma udgav spillet, og holder styr på dets indhold.

## Kendte features
En standard i Altimit er e-mailklienten Mailer, samt en browser.
The World er kodet til Altimit OS. Men selvom det er en fuldt ud 3D-verden, der fordyber spilleren i gameplayet, ofte ved hjælp af en HMD, bruges der ikke VR-handsker, men blot normale joypads.
Som det kan ses i .hack//Liminality, er IP-adresserne der bruges til Altimit OS blevet længere. Et eksempel kunne være 295.252.352.436.325. Adressen er sandsynligvis blevet re-programmeret, da Altimit OS er det eneste OS i .hack-verdenen.

## Altimit Corporation
Altimit Corporation er firmaet, der får titlen som udvikleren bag Altimit OS i .hack-franchisesen. Mange programmører forlod Altimit og skabte CC Corp., der senere udgav The World. The World blev opruindeligt udviklet af den tyske programmør Harald Hoerwick.

### Trivia
- Namco og Bandai hyrede et tredje-partis firma til at lave et "Alternate Reality Game" kaldet  ALTIMIT Corp for at reklamere for .hack//G.U.-spillenes udgivelser i USA.